# NGC 7517
NGC 7517 is een elliptisch sterrenstelsel in het sterrenbeeld Vissen. Het hemelobject werd op 5 oktober 1863 ontdekt door de Duitse astronoom Albert Marth.

## Synoniemen
- MCG 0-59-8
- ZWG 380.10
- NPM1G -02.0506
- PGC 70715